# Тропопауза
Тропопауза (грч. tropos — повратак измена и грч. pausis — прекид) је прелазни слој између тропосфере и стратосфере дебљине од неколико стотина метара до три километра. Њена висина се колеба у зависности од географске ширине (на половима нижа, око екватора виша), годишњих доба (зими је нижа него лети) и кретања циклона (у циклону је нижа него у антициклону). У тропопаузи температура опада мање од 0,2°C на сваких сто метара. Овај слој није јединствен већ је испрекидан на додирима различитих ваздушних маса.